# 지갱쇼르
지갱쇼르(Ziguinchor, fr, 월로프어: Siggcoor wo; 아랍어: زيغينكور)는 지갱쇼르주의 주도이자 세네갈의 카자망스 지역의 중심 도시로, 카자망스강 어귀에 위치한다. 인구는 214,874명(2023년 인구조사)이다. 세네갈에서 여덟 번째로 큰 도시이지만, 감비아에 의해 북쪽 지역과 거의 분리되어 있다.
세네갈 북부의 스텝 기후 내지 건조 기후와는 달리, 지갱쇼르는 서아프리카 몬순의 영향을 받아 사바나 기후를 보인다. 연평균 강수량은 약 1,547 밀리미터 or 61 인치이다.

## 어원
지갱쇼르의 이름에 대한 몇 가지 어원 가설이 있다. 가장 잘 알려진 것은 포르투갈 상인과 탐험가들이 교역소를 세우기 위해 이 지역에 왔을 때부터 유래한다. 이는 포르투갈어 문구인 Cheguei e choram, 즉 "내가 왔고 그들은 운다"에서 파생되었다. 유럽인을 본 현지인은 자신들이 노예가 될 것이라고 생각하여 울기 시작했다. 다른 학자들은 이 이름이 포르투갈인의 도착보다 앞설 가능성이 있다고 믿는다.
가장 초기의 자료는 에지기코르의 바이누크족을 언급한다. 이 용어는 바이눔어 단어 "아시 닌 코레"에서 유래했을 수 있으며, 이는 전통 역사에서 바이누크족의 이주가 끝났음을 의미하는 "갈 곳이 끝났다"는 뜻이다. 또한 "지 기 코르"에서 유래했을 수도 있으며, 이는 "여러 밭이 있는 곳"을 의미한다.

## 역사

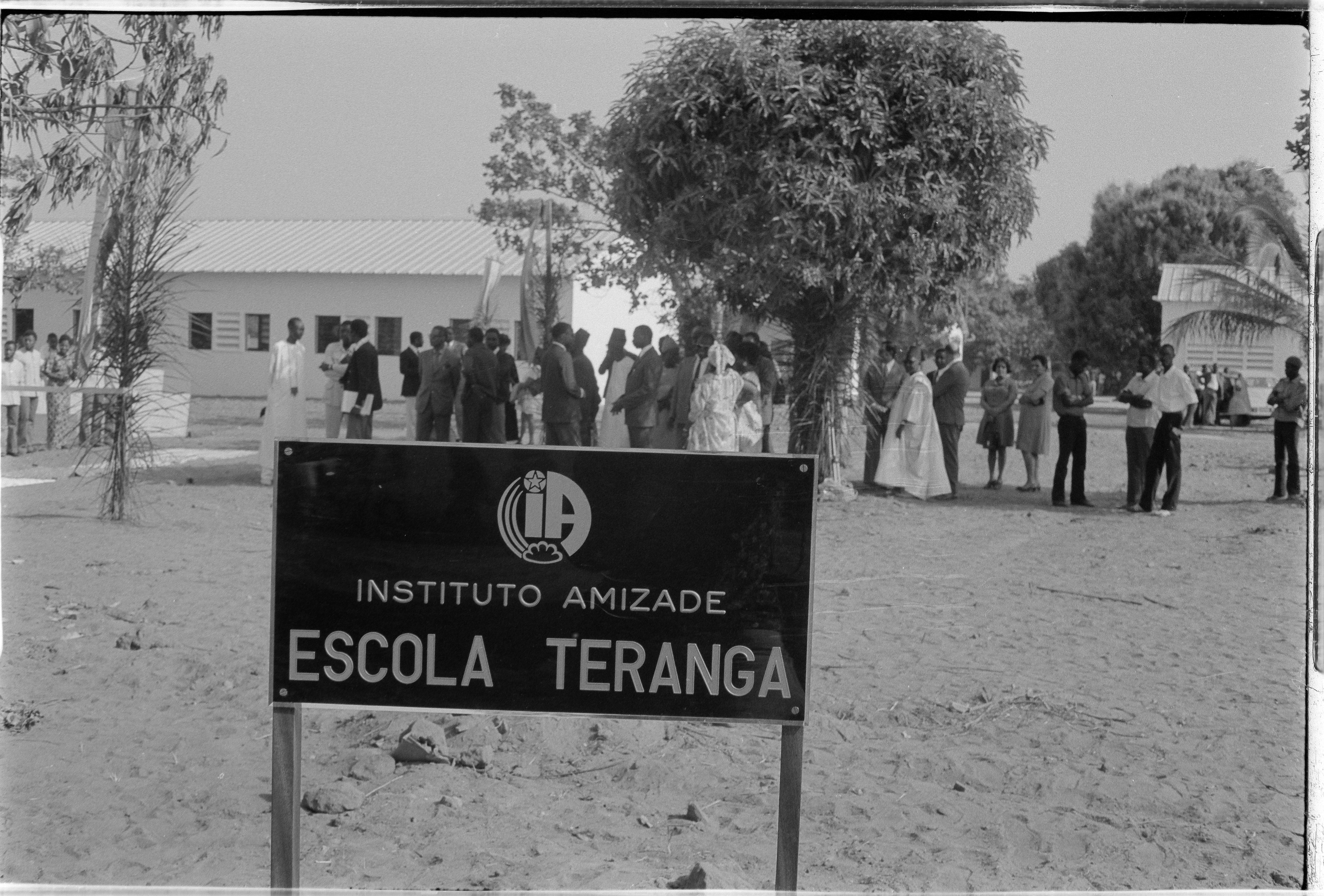
PAIGC 중등학교 공식 개교, 세네갈 지갱쇼르 – 1974년

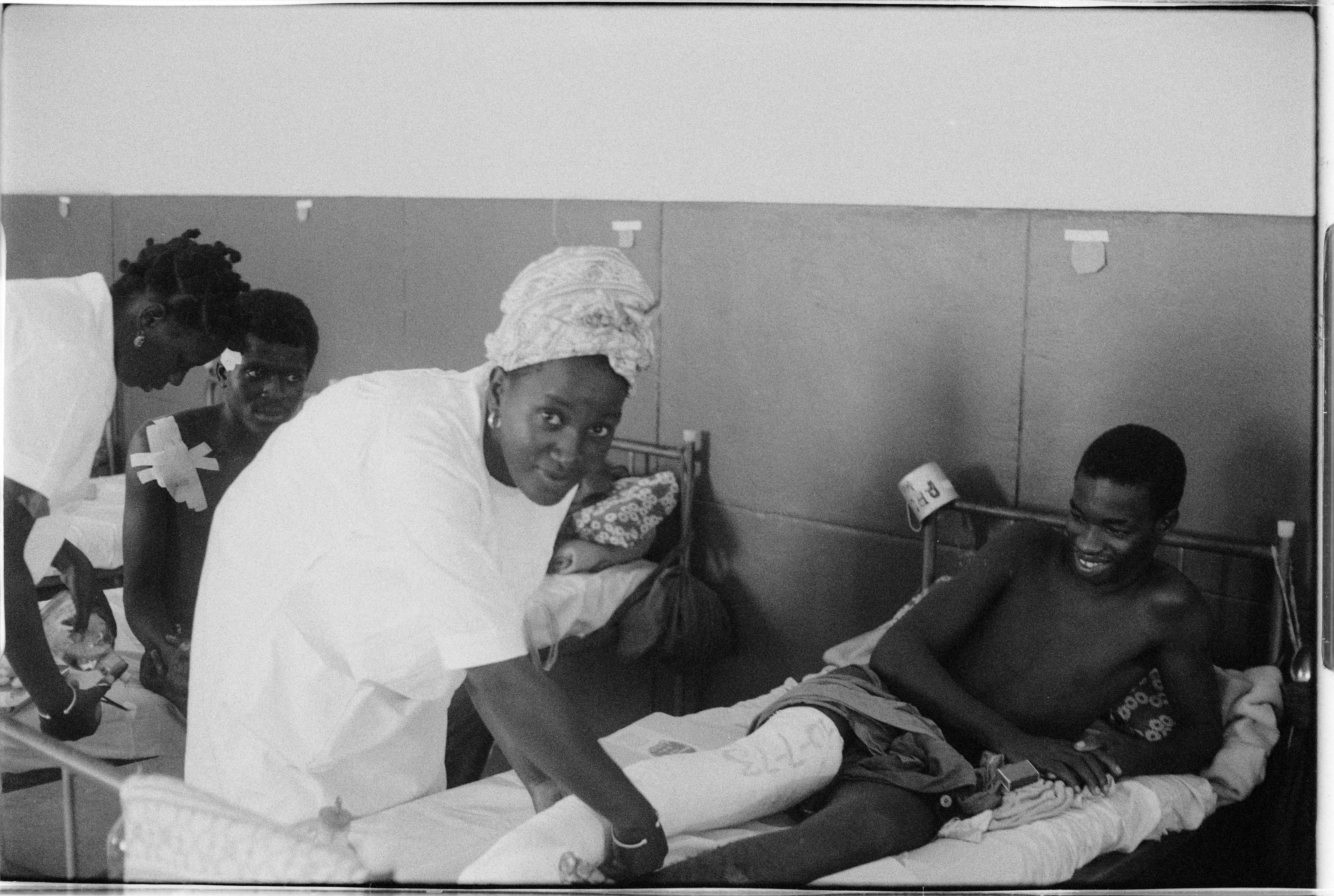
PAIGC 지갱쇼르 병원, 1973년

이 지역의 가장 오래된 거주지는 졸라족 마을이다. 이 지역에 최초의 유럽인 정착지는 1645년에 포르투갈인들이 카보베르데에서 온 정착민들과 란카두스 및 다른 아프리카-유럽인들이 거주하는 카셰우의 종속지로서 세워졌다.
포르투갈의 목표는 교역소를 세우고 현지 만사(mansa) 또는 카사 왕국의 왕과 동맹을 맺는 것이었다. 연대기 작가는 그를 기니 해안에서 포르투갈인에게 가장 우호적인 통치자로 지칭했다. 왕은 식탁, 의자, 서양 의복을 갖추고 유럽식으로 살기 시작했다. 그의 궁정에는 여러 포르투갈 상인들이 있었다. 무역 상품 중 하나는 노예 아프리카인이었으며, 지갱쇼르는 포르투갈 통치 기간 대부분 동안 노예 항구가 되었다.
이 교역소는 1700년경에는 몇 문의 대포를 갖춘 요새를 자랑했지만, 결코 중요한 경제 중심지는 아니었다. 프랑스는 1836년에 하류의 카라반섬을 점령하여 포르투갈 선박들이 그곳에서 관세를 지불하도록 강요했다. 총독 오노리우 바레투의 열렬한 외교적 노력에도 불구하고, 포르투갈은 이 지역에 대한 주장을 실제로 방어하려고 하지 않았다. 지갱쇼르는 결국 1886년 베를린 회의에서 중개된 협정에 따라 1888년 4월 22일에 프랑스로 넘어갔다.
프랑스 통치하에서 지갱쇼르는 주요 무역항이 되었는데, 이는 주로 식민 정부가 내륙에서 장려한 집중적인 땅콩 재배 때문이었다. 1900년경에는 이 지역이 대부분 기독교화되었지만, 상당한 혼합주의 및 무슬림 공동체가 번성하고 있었다.
이 지역의 전통 작물인 벼농사는 정부의 땅콩 재배 추진으로 인해 피해를 입었다. 그들은 광범위한 산림 지역의 개간을 강요했다. 프랑스 정부는 또한 프랑스령 인도차이나에서 장려한 집약농업으로 생산된 쌀을 수입하여 카자망스의 전통 주요 생산물의 시장을 축소시켰다.
독립 후, 도시의 경제 성장은 둔화되었는데, 이는 부분적으로 이웃 기니비사우의 기니비사우 독립 전쟁 때문이었다. 포르투갈 군대는 PAIGC 반군을 추격하여 이 지역으로 최소 한 번 진입했다. 전쟁 기간 대부분 동안 도시에서는 대포 소리가 들렸다. 이 기간 동안 지갱쇼르는 세네갈 육군과 프랑스군 모두에게 주요 주둔지가 되어 졸라족 가족과 공동체를 둘로 가르는 국경을 지켰다.
카자망스의 주도인 지갱쇼르는 다카르와의 30년 동안 지속된 분쟁의 중심에 있었는데, 이 분쟁은 여러 차례 공개적인 내전으로 번졌다. 디올라족과 기독교인이 대다수를 차지하는 인구로 인해, 1970년대 북부의 가뭄을 피해 이주해 온 대규모 월로프인 무슬림들의 유입은 긴장을 고조시켰다. 1983년 지갱쇼르 시장에서의 물가 상승 반대 시위는 세네갈 군대에 의해 폭력적으로 진압되었고, 이후 카자망스 민주군 운동 (MFDC)의 반란이 뒤따라 이 지역의 경제가 완벽히 파괴되었다. 2004년 지갱쇼르에서 체결된 평화 협정은 폭력의 종식을 가져올 것으로 기대되었지만, 2006년에는 MFDC 분파에 의한 산발적인 전투와 인근 농촌 지역에서의 지뢰 매설이 다시 발생했다.
저명한 야당 지도자 우스만 손코는 2022년에 지갱쇼르의 시장으로 선출되었다. 이 도시는 2023년 6월 그의 유죄 판결에 대한 대규모 시위의 현장이 되었는데, 많은 세네갈인, 특히 젊은이들은 이 판결을 마키 살 대통령이 경쟁자를 실추시키기 위한 정치적 술책으로 보고 있다.

## 경제

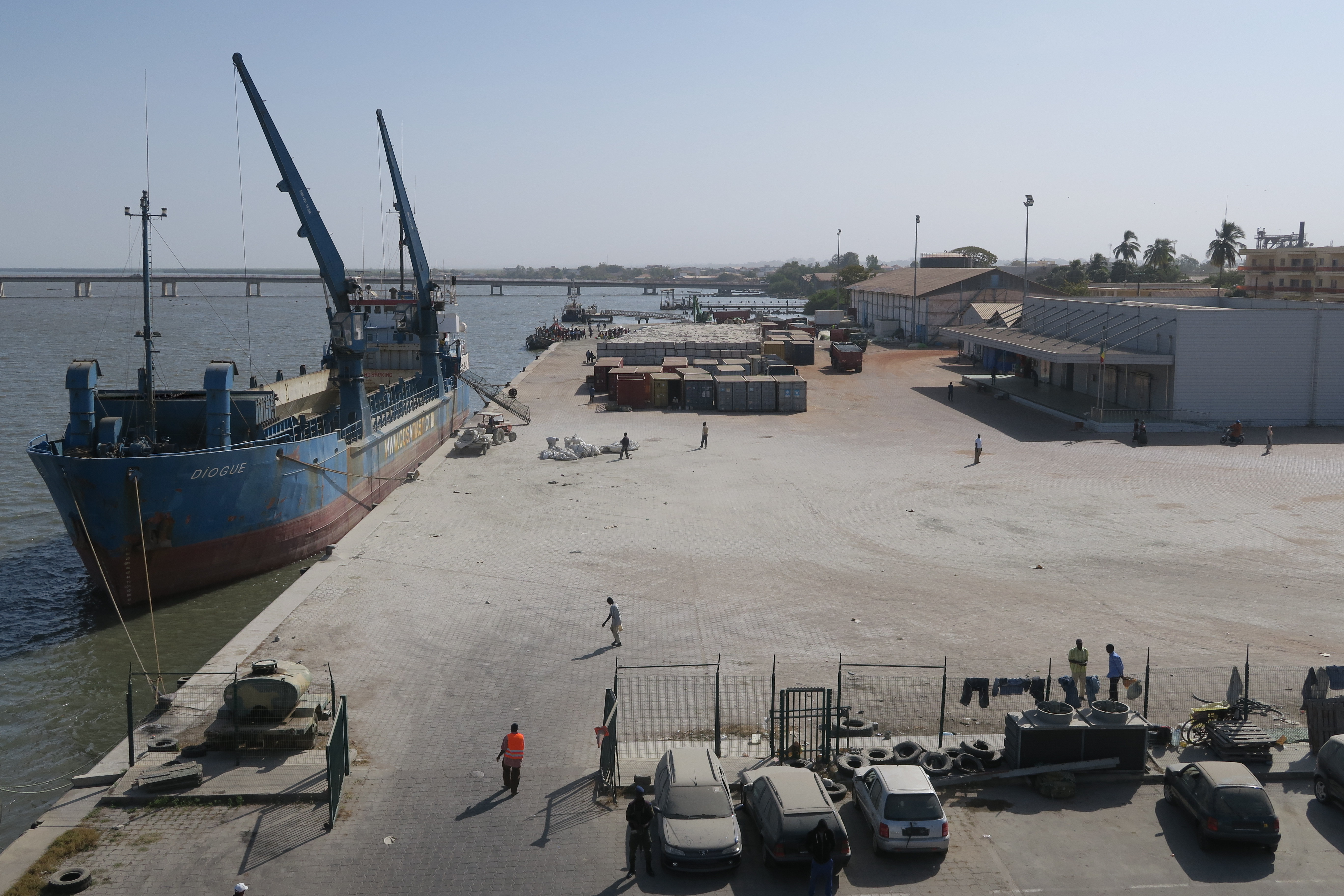
지갱쇼르 항구

지갱쇼르는 화물 항구, 교통 중심지, 페리 터미널로서의 역할에 경제적으로 의존하고 있다. "국도 4호선"은 도시 동쪽에서 카자망스강을 가로질러 이 지역을 북쪽으로 약 25km 떨어진 비뇨나와 (그리고 감비아를 통해) 세네갈 나머지 지역과 연결한다.
활기찬 관광 목적지인 인근 캡 스커링의 해변은 1960년대에 외국 관광객들에게 발견되었고, 이 장소는 최초의 클럽메드 리조트 중 하나로 개발되었다. 지갱쇼르 지역은 또한 쌀, 오렌지, 망고, 바나나, 캐슈넛, 열대 과일 및 채소, 생선, 새우 등을 대량으로 재배하는 것으로도 유명하며, 이들 중 대부분은 현지에서 가공되어 도시의 항구와 공항을 통해 수출된다. 또한 대규모 땅콩 기름 공장도 있다.

## 교통

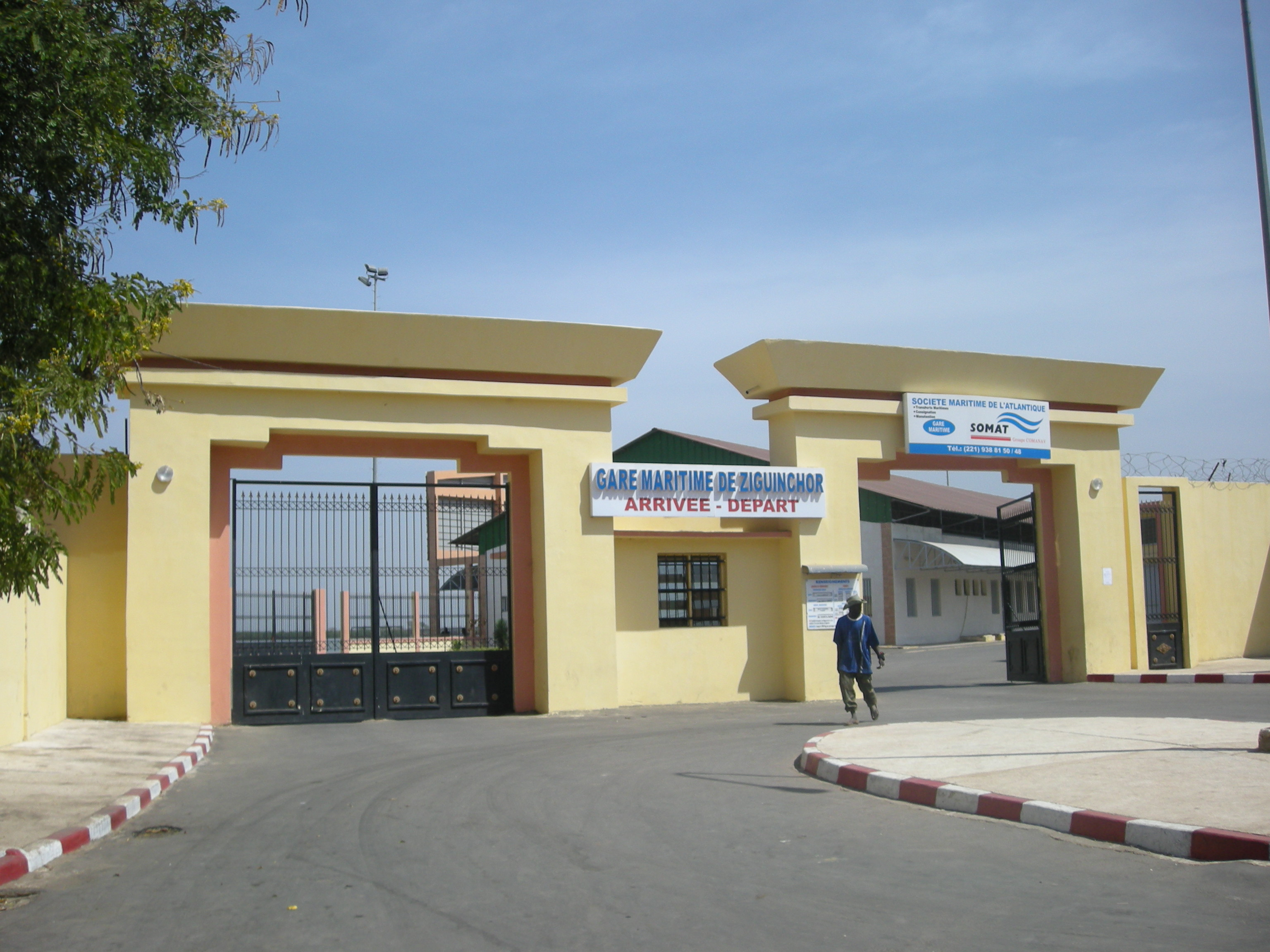
페리 터미널

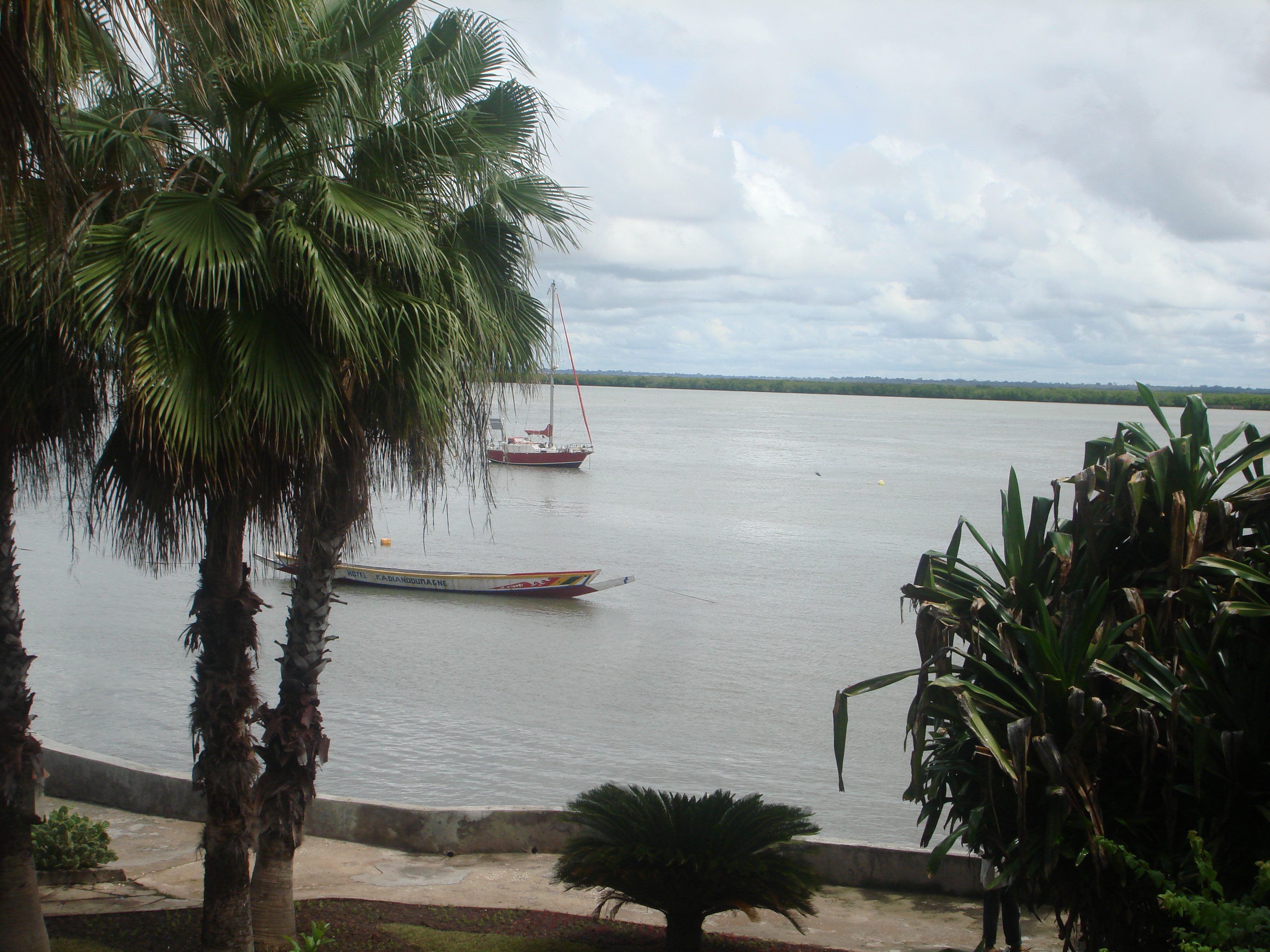
카자망스강 전망

2002년 침몰한 MV 졸라는 지갱쇼르에서 다카르로 항해 중이었다. 2005년까지 교체되지 않은 이 페리의 손실은 카자망스와 나머지 국가 간의 주요 연결고리를 끊었다. 2007년부터 정기 운항을 시작한 새로운 페리는 현지 식민지 저항 순교자 알린 시토에 디아타의 이름을 따서 명명되었으며, 지역 경제 활성화에 기여할 것으로 기대된다.
도시에는 지갱쇼르 공항이 있다.

## 건축
마을의 여러 건물은 정부 법령에 의해 역사적 건물로 분류되었는데, 묘지와 지갱쇼르 지역 의회와 같은 여러 정부 건물이 포함된다.

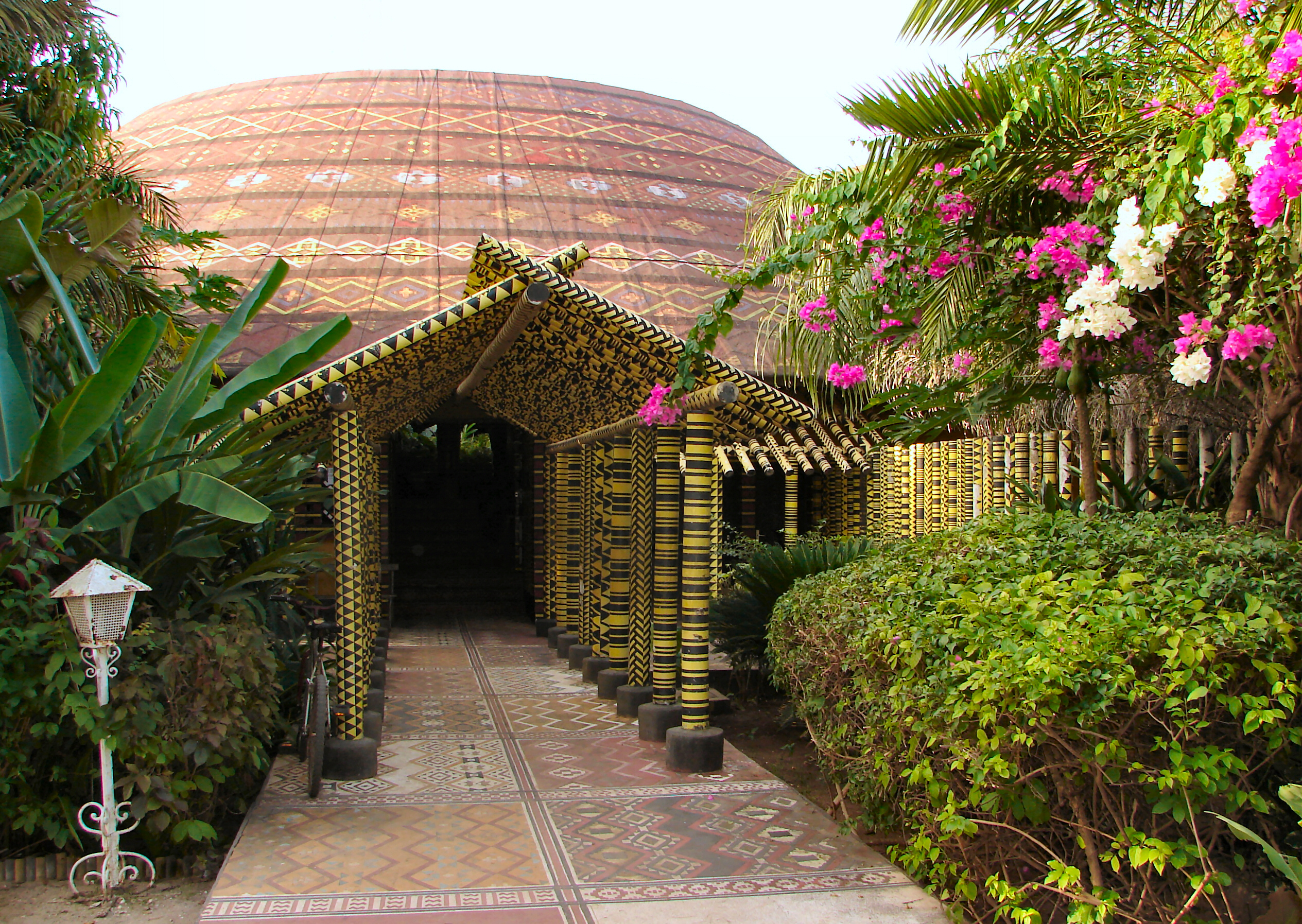
프랑스-세네갈 동맹

## 종교 시설

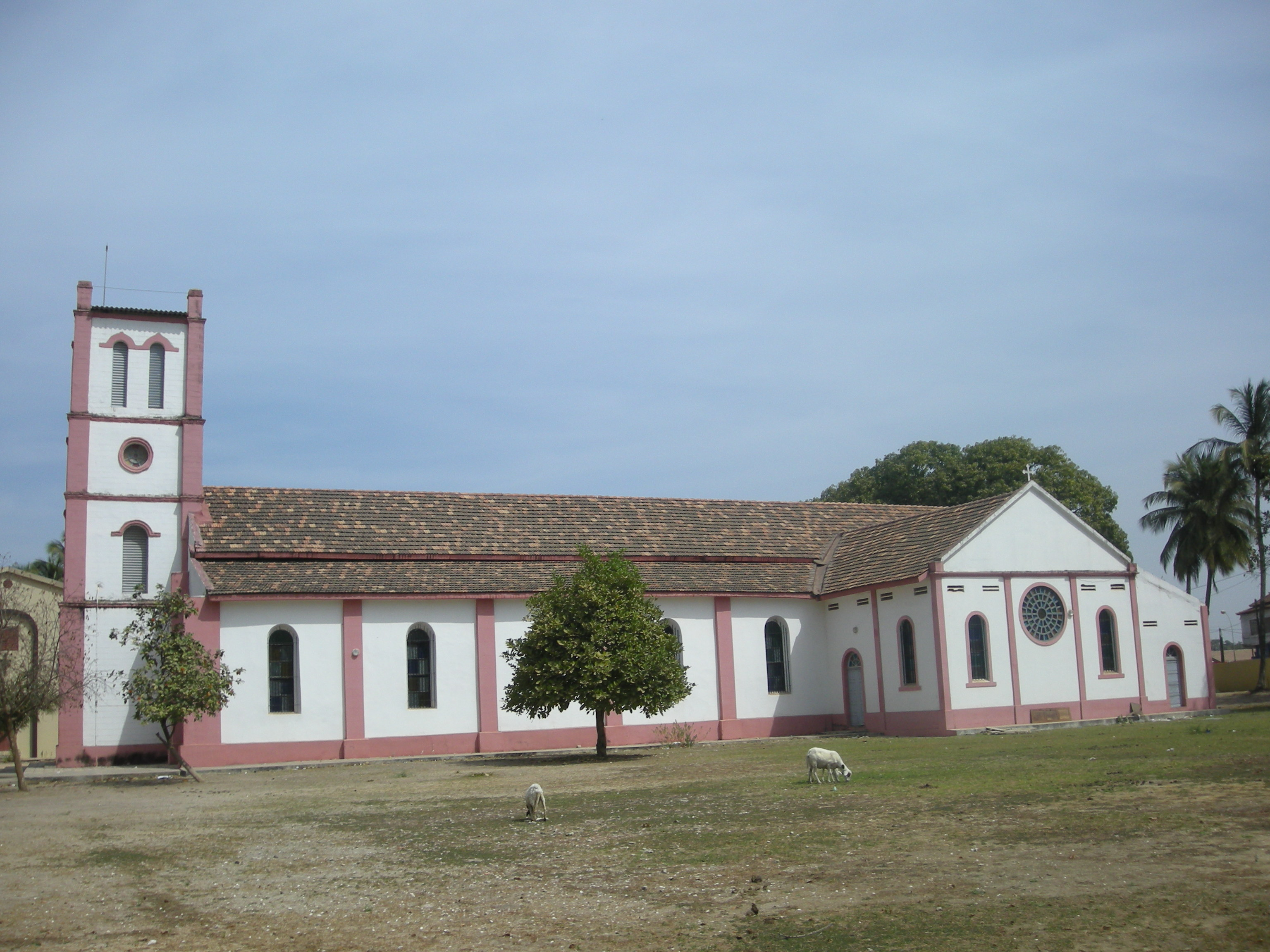
성 안토니오 드 파도바 대성당

종교 시설 중에서는 주로 기독교 교회와 성전이 있는데, 로마 가톨릭교회 (로마 가톨릭교회), 하나님의 성회, 세계 하나님의 왕국 교회 등이 있다. 또한 이슬람 모스크도 있다.

## 인구 통계
지갱쇼르는 만딩카족, 졸라족, 월로프인, 풀라족/할풀라르족, 만카냐족, 만자크족, 소닝케족, 세레르족, 바이누크족, 발란타족, 크리올 등 세네갈에 공존하는 모든 민족의 용광로이다. 졸라족은 적어도 1500년부터 이 지역 인구의 대다수를 차지했으며, 기니비사우 사람들과 문화적으로 많은 것을 공유한다. 기니비사우 크리올의 세 방언 중 하나인 카셰우-지갱쇼르는 이 도시를 중심으로 한다. 처음에는 이슬람에, 나중에는 기독교에 저항했으며, 많은 졸라족은 어느 정도의 애니미즘적 관습을 유지하고 있으며, 카자망스 저지대는 세네갈에서 유일하게 가톨릭 인구가 다수인 지역이다.

## 주목할 만한 원주민 및 주민
지갱쇼르는 몇몇 유명한 세네갈인들의 출생지이다.

### 작가 및 영화 제작자
- 우스만 셈벤

### 예술가
- 투레 쿤다 형제

### 정치인
- 지브릴 손코[12]

### 운동선수
- 쥘 프랑수아 보칸데, 축구 선수
- 바시루 은디아예
- 란사나 콜리, 유도 선수
- 바실 드 카르발류, 축구 선수
- 알리우 시세, 축구 선수 겸 감독
- 니콜라 작송, 축구 선수
- 사디오 마네, 축구 선수

## 기후
지갱쇼르는 사바나 기후 (쾨펜 Aw)를 가진다. 덥고 비 없는 겨울과 따뜻하고 매우 습한 여름이 있다. 연평균 강수량은 약 1,550 밀리미터 or 61 인치로, 다카르의 세 배 이상이지만 코나크리의 절반 미만이다.
| 지갱쇼르 (1991년~2020년)의 기후 | 지갱쇼르 (1991년~2020년)의 기후 | 지갱쇼르 (1991년~2020년)의 기후 | 지갱쇼르 (1991년~2020년)의 기후 | 지갱쇼르 (1991년~2020년)의 기후 | 지갱쇼르 (1991년~2020년)의 기후 | 지갱쇼르 (1991년~2020년)의 기후 | 지갱쇼르 (1991년~2020년)의 기후 | 지갱쇼르 (1991년~2020년)의 기후 | 지갱쇼르 (1991년~2020년)의 기후 | 지갱쇼르 (1991년~2020년)의 기후 | 지갱쇼르 (1991년~2020년)의 기후 | 지갱쇼르 (1991년~2020년)의 기후 | 지갱쇼르 (1991년~2020년)의 기후 |
| 월                              | 1월                             | 2월                             | 3월                             | 4월                             | 5월                             | 6월                             | 7월                             | 8월                             | 9월                             | 10월                            | 11월                            | 12월                            | 연간                            |
| ------------------------------- | ------------------------------- | ------------------------------- | ------------------------------- | ------------------------------- | ------------------------------- | ------------------------------- | ------------------------------- | ------------------------------- | ------------------------------- | ------------------------------- | ------------------------------- | ------------------------------- | ------------------------------- |
| 일평균 최고 기온 °C (°F)        | 34.1 (93.4)                     | 36.7 (98.1)                     | 38.4 (101.1)                    | 38.4 (101.1)                    | 37.2 (99.0)                     | 35.5 (95.9)                     | 33.1 (91.6)                     | 32.3 (90.1)                     | 33.0 (91.4)                     | 34.4 (93.9)                     | 34.6 (94.3)                     | 33.7 (92.7)                     | 35.1 (95.2)                     |
| 일평균 최저 기온 °C (°F)        | 17.8 (64.0)                     | 18.7 (65.7)                     | 19.7 (67.5)                     | 20.4 (68.7)                     | 22.1 (71.8)                     | 24.1 (75.4)                     | 23.9 (75.0)                     | 23.7 (74.7)                     | 23.5 (74.3)                     | 23.7 (74.7)                     | 21.7 (71.1)                     | 18.7 (65.7)                     | 21.5 (70.7)                     |
| 역대 최저 기온 °C (°F)          | 12.4 (54.3)                     | 13.5 (56.3)                     | 13.9 (57.0)                     | 15.2 (59.4)                     | 18.2 (64.8)                     | 20.4 (68.7)                     | 18.4 (65.1)                     | 20.0 (68.0)                     | 20.5 (68.9)                     | 20.0 (68.0)                     | 14.7 (58.5)                     | 13.1 (55.6)                     | 12.4 (54.3)                     |
| 평균 강수량 mm (인치)           | 4.9 (0.19)                      | 0.2 (0.01)                      | 0.0 (0.0)                       | 0.0 (0.0)                       | 2.9 (0.11)                      | 93.1 (3.67)                     | 341.1 (13.43)                   | 480.7 (18.93)                   | 358.6 (14.12)                   | 113.5 (4.47)                    | 6.1 (0.24)                      | 0.1 (0.00)                      | 1,401.2 (55.17)                 |
| 평균 강수일수 (≥ 1.0 mm)        | 1.2                             | 0.1                             | 0.0                             | 0.0                             | 0.7                             | 6.6                             | 17.5                            | 21.4                            | 18.4                            | 7.9                             | 0.3                             | 0.0                             | 74.1                            |
| 평균 월간 일조시간              | 251.1                           | 249.2                           | 291.4                           | 282.0                           | 285.2                           | 240.0                           | 182.9                           | 170.5                           | 195.0                           | 241.8                           | 261.0                           | 257.3                           | 2,907.4                         |
| 평균 일일 일조시간              | 8.1                             | 8.9                             | 9.4                             | 9.4                             | 9.2                             | 8.0                             | 5.9                             | 5.5                             | 6.5                             | 7.8                             | 8.7                             | 8.3                             | 8.0                             |
| 출처: NOAA (sun 1961-1990)      |                                 |                                 |                                 |                                 |                                 |                                 |                                 |                                 |                                 |                                 |                                 |                                 |                                 |

## 행정

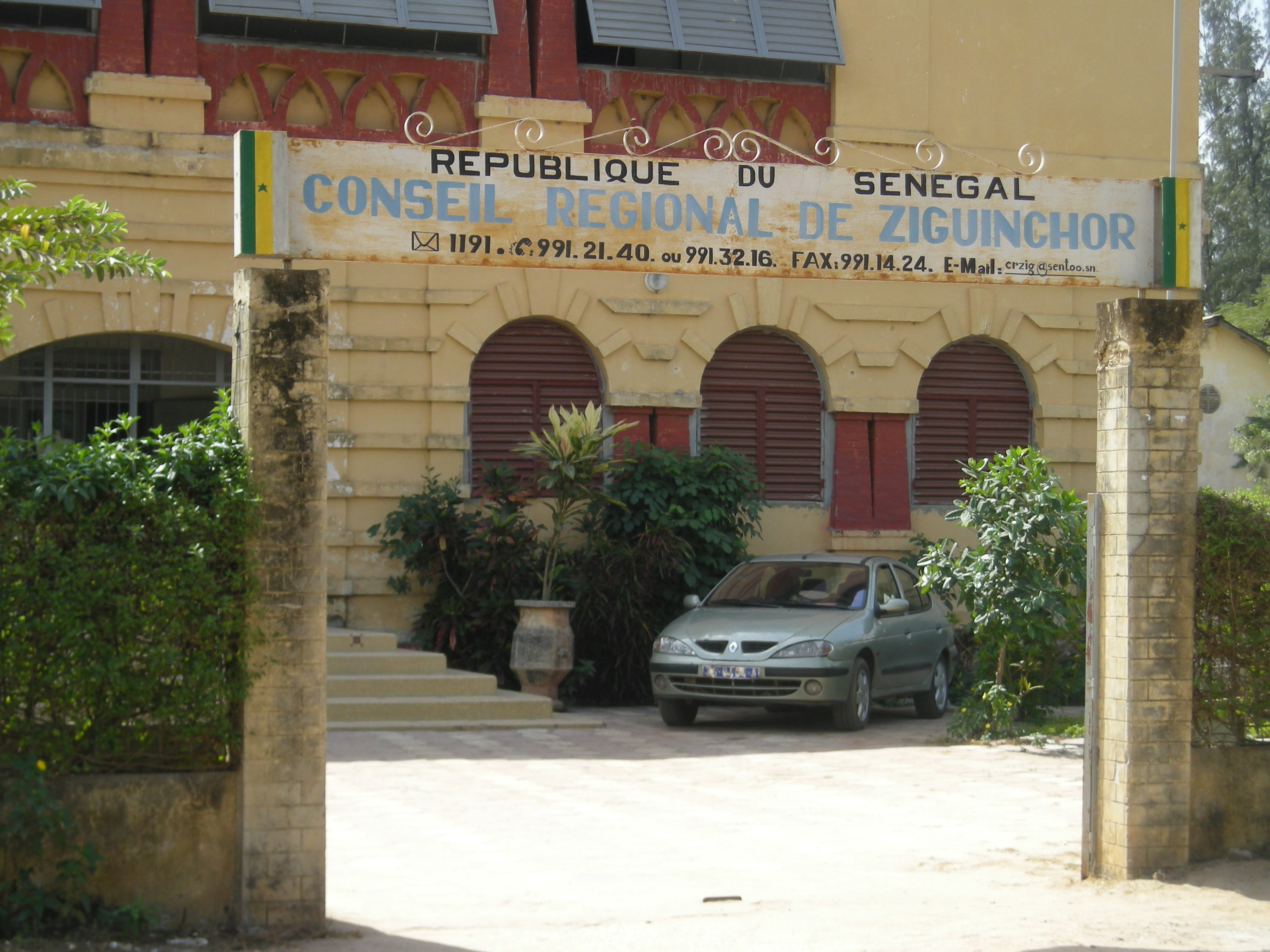
지갱쇼르 지역 의회

독립 이후 수십 년 동안 지갱쇼르는 세네갈 사회당(PS)의 요새였다. 사회당 정부에서 오랫동안 장관을 지낸 로베르 사냐는 1984년부터 2009년까지 지갱쇼르 시장을 역임했다. 2007년 초 사냐는 PS를 떠나 대통령 선거에서 실패한 타쿠 데파라트 세네갈(Taku Défaraat Sénégal) 연합을 이끌었다. 2001년 입법 선거에서는 압둘라이 와드 대통령의 집권 PDS 당이 소피(Sopi) 연합을 이끌며 (2008년 안제프/패드스와 합류) 크게 약진했는데, 이 연합은 전 대통령 비서실장이었던 지갱쇼르 정치인 압둘라이 발데가 이끌었다. 2001년 선거에서 PDS는 지갱쇼르 국회 의석을 얻었고, 2007년에도 다시 확보하여 사냐와 그의 당이 지역 정치를 지배하던 시절이 끝났다는 추측을 불러일으켰다. 그러나 사냐는 2007년에 비례대표로 입법 의석을 얻어 2009년까지 두 직책을 모두 유지했다. 2009년까지. 소피 연합은 2009년 3월 지갱쇼르 지역 선거에서 승리했고, 발데는 시장으로 선출되었다. 그는 2022년까지 재직했으며, 이때 예위 아스칸 위 연합의 전국적으로 저명한 지도자인 우스만 손코에게 패배했다.

## 아프리카 네이션스컵
지갱쇼르는 1992년 아프리카 네이션스컵 축구 선수권 대회의 개최지 중 하나이다. 이 도시의 스포츠 및 예술 협회는 알제리, 코트디부아르, 가나, 잠비아, 이집트, 자이르(콩고)가 이 도시에서 선수권 대회의 전반전을 치르는 축구 토너먼트에 활기차고 즐거운 분위기를 조성하기 위해 처음으로 특정 교외 지역이 각 국가 대표팀을 응원하는 개념을 고안했다. 이 성공적이고 독창적인 경험은 이후 다른 토너먼트 주최자들에게 영감을 주었다. 2002년 아프리카 네이션스컵을 개최한 말리는 유명한 은디아티기야(토너먼트 내내 특정 팀을 응원하는 특정 교외 지역)를 통해 같은 개념을 사용했으며, 이후 한국/일본은 2002년 FIFA 월드컵 동안 같은 개념을 사용했다.

## 교육
마테르넬(유치원)부터 콜레주까지 운영되는 프랑스 국제 학교인 프랑수아-라블레 프랑스 학교는 지갱쇼르에 있다.
서아프리카 가톨릭 대학교는 2006년에 지갱쇼르에 캠퍼스를 열었다. 지갱쇼르 대학교는 2007년에 설립되었다.

## 자매 도시
지갱쇼르는 다음 도시와 자매결연을 맺었다.
- 콩피에뉴, 프랑스[21]
- 리미니, 이탈리아[22]
- 생모르데포세, 프랑스[23]
- 상필리프시, 카보베르데[24]
- 비아나두카스텔루, 포르투갈[25]

## 참고 문헌
- Ferdinand de Jong. Politicians of the Sacred Grove: Citizenship and Ethnicity in Southern Senegal. Africa: Journal of the International African Institute, Vol. 72, No. 2 (2002), pp. 203–220 로베르 사냐 전 시장의 정치적, 문화적 전술에 대하여.

## 더 읽어보기
- (프랑스어) Jean-Claude Bruneau, Ziguinchor en Casamance: aspects géographiques de la capitale régionale du Sud Sénégalais, 보르도 몽테뉴 대학교, 1975, 409 p. (제3주기 박사학위 논문)
- (프랑스어) Jean-Claude Bruneau, Ziguinchor en Casamance: la croissance urbaine dans les pays tropicaux, Talence, Ministère des universités, CNRS, Centre d'études de géographie tropicale, 1979
- (프랑스어) Nfally Diedhiou, Administration coloniale et travail forcé en Casamance. Étude de cas du réseau routier à travers la construction de la route Tobor-Ziguinchor, Dakar, 셰이크 안타 디오프 대학교, 2000, 119 p. + annexes, (석사 학위 논문)
- (프랑스어) Maguette Diop, Monographie climatique d'une station synoptique: Ziguinchor (1946–1975), 다카르 대학교, 1977 (석사 학위 논문)
- (프랑스어) Baudouin Duquesne, Le secteur informel en Afrique. Approche théorique et étude de cas: "les barroms-sarrettes de Ziguinchor", Sénégal, 1986
- (프랑스어) Mamadou Goudiaby, Monographie de la ville de Ziguinchor de 1886 à 1960: le problème des sources, 다카르, 셰이크 안타 디오프 대학교, 2001, 51 p. (DEA 학위 논문)
- (프랑스어) Caroline Juillard, Sociolinguistique urbaine: la vie des langues à Ziguinchor (Sénégal), 파리, CNRS, 1995
- (프랑스어) Mamadou Goudiaby, Monographie de la ville de Ziguinchor de 1886 à 1960: le problème des sources, 다카르, 셰이크 안타 디오프 대학교, 2001, 51 p. (DEA 학위 논문)
- (프랑스어) Jacqueline Trincaz, Colonisations et religions en Afrique noire. L'exemple de Ziguinchor, 파리, L'Harmattan, 1981, VIII + 360 p. (출판된 제3주기 박사학위 논문)
- (프랑스어) Pierre-Xavier Trincaz, Colonisation et régionalisme, la double domination: exemple de Ziguinchor en Casamance, Sénégal. Etude urbaine socio-économique d'une capitale régionale d'Afrique, 파리, 파리 5 데카르트 대학교, 1979 (1984년에 출판된 제3주기 박사학위 논문, Colonisation et Régionalisme. Ziguinchor en Casamance, 파리, ORSTOM, 270 p.